# Центральненська сільська рада
| Центральненська сільська рада — орган місцевого самоврядування у Миронівському районі Київської області з адміністративним центром у с. Центральне. Історична дата утворення: в 1980 році. Сільській раді підпорядковані населені пункти: - с. Центральне - с. Андріївка - с. П'ятирічка - с. П'ятихатка |

## Склад ради
Рада складається з 17 депутатів та голови.

### Керівний склад ради
| ПІБ                    | Основні відомості                                                 | Дата обрання | Дата звільнення |
| ---------------------- | ----------------------------------------------------------------- | ------------ | --------------- |
| Прокопік Іван Іванович | Сільський голова, 1952 року народження, освіта, безпартійний      | 26.03.2006   | 31.10.2010      |
| Руденко Тетяна Павліна | Сільський голова, 1956 року народження, освіта вища, позапартійна | 31.10.2010   |                 |

Примітка: таблиця складена за даними джерела